# Marcelo Romero
Cléver Marcelo Romero Silva (Montevidéu, 4 de julho de 1976), conhecido por Marcelo Romero, é um treinador e ex-futebolista profissional uruguaio.

## Carreira
Por clubes, Romero começou a carreira em 1994, no Defensor. No ano de 1996, foi contratado pelo então poderoso Peñarol. Seus desempenhos com a camisa aurinegra levaram Romero a ser contratado pelo Málaga. Foi durante a estadia na equipe andaluz que ele recebeu a cidadania espanhola.
Após deixar o Málaga em 2008, Romero assistiu a sua carreira entrar em declínio total, chegando ao ponto de ele assinar com o inexpressivo Lucena, time da Segunda División B, a terceira categoria do futebol hispânico, e com um time ainda mais fraco, o Carolina RailHawks, que disputa a Segunda Divisão da MLS. Com o fim do contrato com os RailHawks, Gato abandonou a equipe sem ter disputado nenhum jogo.

## Seleção
Gato estreou na Uruguai em 1995. Disputou duas edições da Copa América (1997 e 1999) e a Copa de 2002, disputando dois jogos.

## Títulos
Uruguai
- Copa América de 1999: 2º Lugar